# Aguijanrall
Aguijanrall (Gallirallus pisonii) är en förhistorisk utdöd fågel i familjen rallar inom ordningen tran- och rallfåglar. Den är endast känd från en ö i ögruppen Nordmarianerna i västra Stilla havet.

## Förekomst
Fågeln beskrevs 2006 utifrån subfossila lämningar funna under arkeologiska utgrävningar på ön Aguijan i Nordmarianerna. Benen har med hjälp av kol-14-metoden konstaterats vara knappt 1800 år gamla.

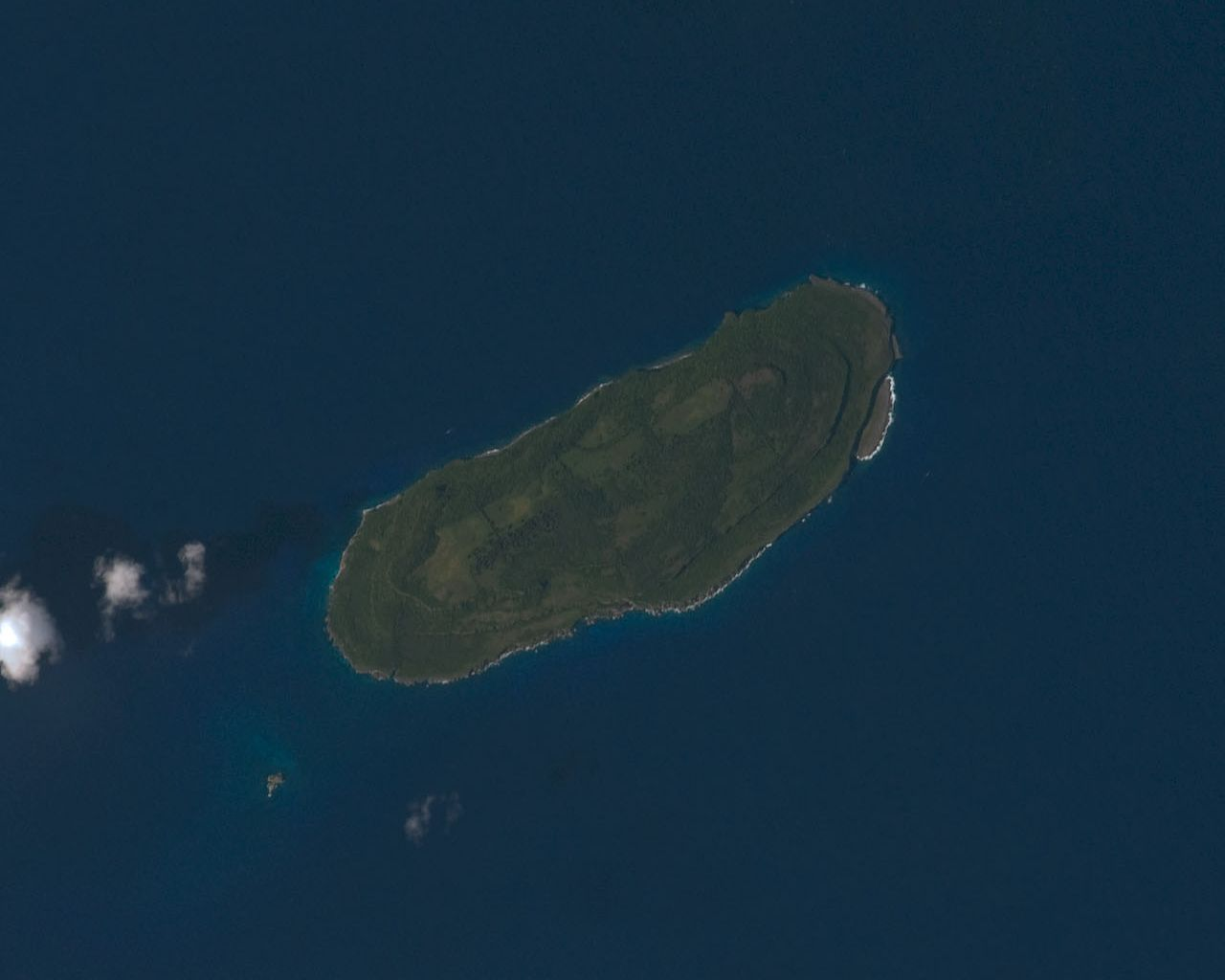
Flygbild över ön Aguijan där arten förekom.

## Utseende
Fågeln var mindre än rotarallen (H. temptata) men ungefär lika stor som rostbandad rall (G. philippensis). Bröstbenet är för fragmentarisk och dess ben inte tillräckligt avvikande för att kunna utgöra om fågeln var flygoförmögen eller inte.

## Utdöende
Med tanke på att nästan alla benlämningar visar spår av eld var arten förmodligen en viktig födokälla för människor som anlände till ön.

## Namn
Fågelns vetenskapliga artnamn syftar på Pisonia Rockshelter på Aguijan.